# Tötör
Tötör (románul Tioltiur) település Romániában, Kolozs megyében.

## Fekvése
Kolozsvártól 43 km-re északra, Szamosújvártól 25 km-re nyugatra, Kecsed, Kecsedszilvás, Esztény és Ónok közt fekvő település.

## Története

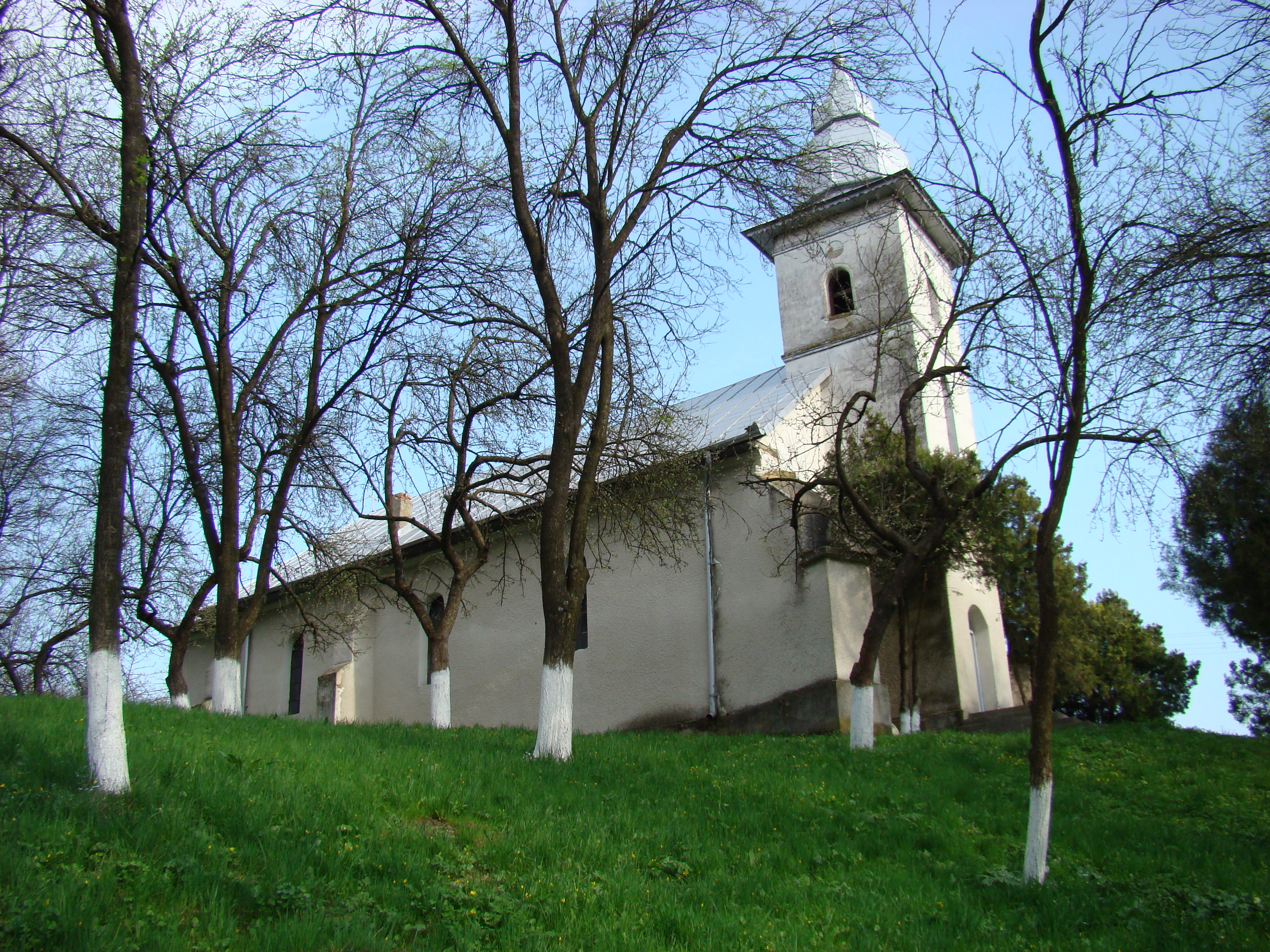
A református templom helyére épített ortodox templom

1305-ben Toutheur néven említik először a források. Középkori katolikus lakossága a reformáció idején felvette az unitárius vallást, de 1618-ban áttértek a református hitre. A század folyamán Giorgio Basta és a tatárok pusztításai miatt a magyar lakosság megfogyatkozott, pótlásukra román jobbágyokat telepítettek be. A magyarság asszimilációja még inkább felerősödött, amikor a falu egyházközségének addigi patrónusai felhagytak támogatásukkal, így a lakosság önerőből nem volt képes fenntartani az önálló egyházközséget. A falu a 18. század elején Esztény filiája lett és az is maradt a második világháború végéig, amikor hívek hiányában megszűnt.
A falu néhai református temploma román stílusban épült, valamikor a 14. században. A 15. században átalakították, amikor gótikus elemeket is kapott. Ezek az építkezések valószínűleg Tötöri Balázsnak voltak köszönhetőek, akinek faragott sírköve a templom keleti falába volt elhelyezve. A templom reneszánsz kőfaragványai dési mesterektől származtak. 1738-ra már jórészt romba dőlt, de ekkor Keczeli Borbála pénzén felújították. 1875-re újra a végpusztulás szélére került, de ekkor még egyszer újraépítették. A II. világháború után, mikor már nem volt több magyar a faluban, a helyi román lakosság lebontatta - egyedül csak a hajó maradt meg belőle - és helyére ortodox templomot építtetett, a már meglévő, 1800-ban épített fatemplom mellé.
A trianoni békeszerződésig Szolnok-Doboka vármegye Szamosújvári járásához tartozott.

## Lakossága
1910-ben 655 lakosa volt, ebből 570 román, 57 magyar, 27 német és 1 egyéb nemzetiségű volt.
2002-ben 213 román lakosa volt.

## Látnivalók
- Szent Illés próféta templom